# Danseur de corde

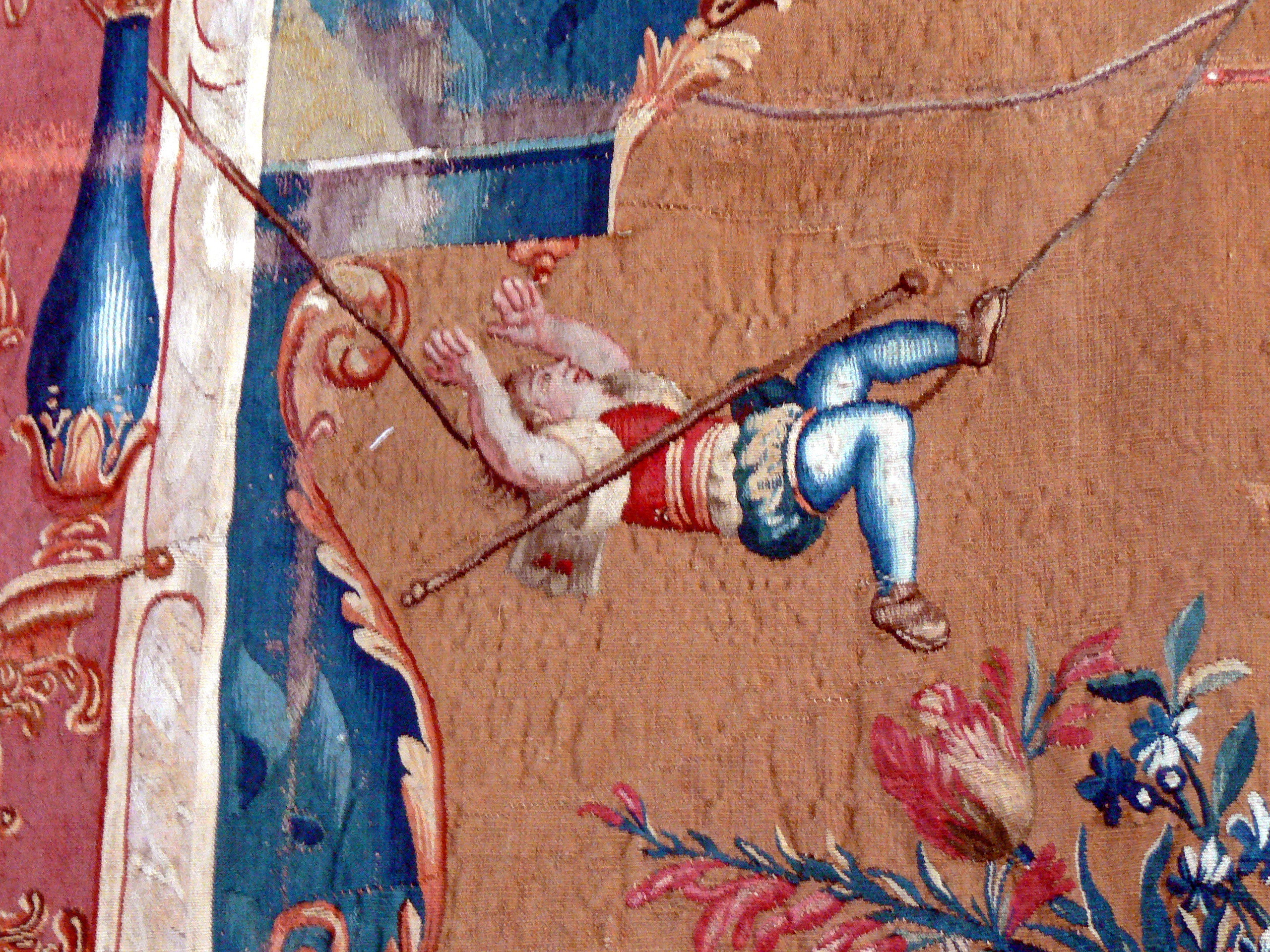
Jean Behagle, Kronborg castle montrant un danseur de corde, 1700.

La Danseuse de corde, huile sur toile de Toulouse-Lautrec, 1899.

Le danseur de corde est un danseur, acrobate et funambule qui évolue sur une corde ou un fil d’archal tendu au-dessus du sol. Son origine remonte à l’Antiquité.
C'est depuis le IIe siècle que les danseurs de cordes eurent une protection. En effet, l'empereur romain Marc Aurèle ayant assisté à la chute de l'un d'entre eux voulut qu'on mit des coussins sous les acrobates. C'est ainsi qu'aujourd'hui encore un filet est tendu sous ceux-là.
Dès l’établissement des foires urbaines, le danseur de corde fut l’une des attractions principales : il allait dresser ses tréteaux sur la place publique et donnait ses exercices entre le marchand ambulant et le bonimenteur. Aidé d’un balancier, il exécutait des pas de danse sur une corde raide, tendue à plusieurs mètres du sol. Victor Fournel cite quelques exemples d’acrobates célébrés en France dès le XIIIe siècle, et rappelle qu’au siècle suivant, comme en témoigne la chronique de Christine de Pisan, Charles V apprécia particulièrement un danseur de corde surnommé « le Voleur ».
Parmi les familles célèbres du XVIIIe siècle, celles de Nicolet et de Placide sont les plus importantes, tandis qu’au siècle suivant Mademoiselle Malaga et surtout Madame Saqui ont marqué plusieurs générations de spectateurs.
S’il faut en croire la description de Mayeur de Saint-Paul, les danseurs de corde avaient la réputation d’être des hommes inquiétants, à la mine patibulaire : « Si l’on ne connaissait pas ces gens-là pour être des danseurs de corde de Nicolet, on croirait être dans un bois au milieu d’assassins lorsqu’on les rencontre sur les boulevards. Des pantalons, de longues lévites, un large manteau, chapeau rabattu, cheveux retroussés en natte, et un gros bâton noueux à la main, voilà la mise de ces messieurs ; insulter tout le monde, faire tort à ceux qu’ils doivent, bacchanaler chez tous les marchands de vin du rempart, s’y saouler avec des gredins, voilà leur conduite ».
Pourtant les exercices périlleux auxquels ils se livraient émerveillaient la foule, qui ne ratait jamais une occasion de venir les applaudir. La chronique a débattu ainsi à maintes reprises des mérites respectifs du ballet et de la danse de corde, sans pouvoir départager l’un de l’autre, tant la seconde était populaire. Sa vogue ne cessa d’ailleurs qu’avec l’apparition des cirques organisés, qui intégrèrent dans leurs troupes ambulantes les acrobates en tous genres.

## UnefabledeFlorian
Le Danseur de corde et le Balancier
Sur la corde tendue un jeune voltigeur
Apprenoit à danser ; et déjà son adresse,
Ses tours de force, de souplesse,
Faisoient venir maint spectateur.
Sur son étroit chemin on le voit qui s’avance,
Le balancier en main, l’air libre, le corps droit,
Hardi, léger autant qu’adroit ;
Il s’éleve, descend, va, vient, plus haut s’élance,
Retombe, remonte en cadence,
Et, semblable à certains oiseaux
Qui rasent en volant la surface des eaux,
Son pied touche, sans qu’on le voie,
À la corde qui plie et dans l’air le renvoie.
Notre jeune danseur, tout fier de son talent,
Dit un jour : à quoi bon ce balancier pesant
Qui me fatigue et m’embarrasse ?
Si je dansois sans lui, j’aurois bien plus de grace,
De force et de légèreté.
Aussitôt fait que dit. Le balancier jeté,
Notre étourdi chancelle, étend les bras, et tombe.
Il se cassa le nez, et tout le monde en rit.
Jeunes gens, jeunes gens, ne vous a-t-on pas dit
Que sans regle et sans frein tôt ou tard on succombe ?
La vertu, la raison, les loix, l’autorité,
Dans vos desirs fougueux vous causent quelque peine ;
C’est le balancier qui vous gêne,
Mais qui fait votre sûreté.